# Schlacht von Trenton
Lexington und Concord – Boston – Bunker Hill – Long Island – Kips Bay – Harlem Heights – Pell’s Point – Mamaroneck – White Plains – Fort Washington – Iron Works Hill – Trenton – Assunpink Creek – Princeton – Millstone

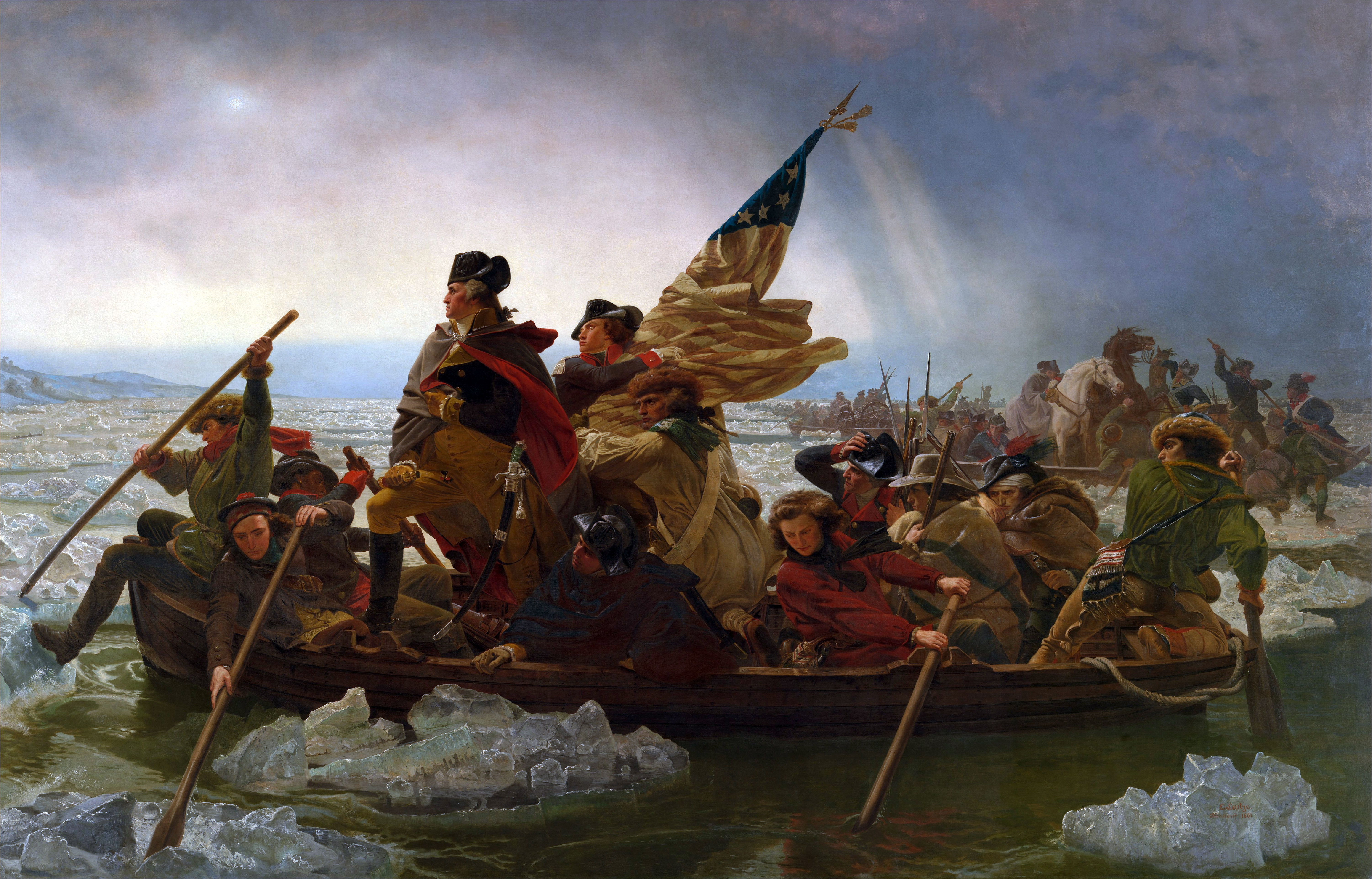
Washington überquert mit seinen Truppen den Delaware-River auf dem Weg zur Schlacht von Trenton. Ölgemälde von Emanuel Leutze

Die Schlacht von Trenton  fand am 26. Dezember 1776 während des Amerikanischen Unabhängigkeitskrieges statt. Dabei wurden hessische Regimenter unter Oberst Johann Rall, die als Subsidientruppen in britischen Diensten standen, von der amerikanischen Kontinentalarmee unter George Washington in Trenton vernichtend geschlagen. Durch diesen Sieg konnte Washington die Situation der Unabhängigkeitskämpfer nach einer Reihe von Rückschlägen wieder stabilisieren.

## Hintergrund
Im Vorfeld der Schlacht war die Kampfmoral der amerikanischen Truppen auf dem Tiefpunkt. Nach der verlorenen Schlacht von Long Island musste die Truppe aus New York weichen und befand sich in New Jersey auf dem Rückzug. Selbst Washington zweifelte an den Erfolgsaussichten des Freiheitskampfes. Er schrieb seinem Cousin in Virginia: „The game is pretty near up“ (deutsch: „Das Spiel ist fast vorbei“).
Trenton war von drei Regimentern hessischer Soldaten besetzt, welche dort ihr Winterlager aufgeschlagen hatten. Dem kommandierenden Offizier, Oberst Johann Rall, unterstanden die drei Regimenter Knyphausen, Lossberg und Rall mit ca. 1400 Soldaten. General Washington befehligte ca. 2400 Mann, unterstützt von Major General Nathanael Greene, Brigadier General Hugh Mercer und Major General John Sullivan.
Der amerikanische Sieg wurde durch die Aufklärungstätigkeit von John Honeyman unterstützt. Durch Honeyman war Washington über die Truppenstärke der Hessen informiert. Außerdem versorgte er die Hessen mit falschen Informationen über den Zustand der amerikanischen Truppen, was zur Einschätzung führte, diese seien nicht in der Lage, einen Angriff zu führen. Das schlechte Wetter veranlasste die Hessen, am Vortag der Schlacht keine Aufklärungstätigkeiten durchzuführen, was das Überraschungsmoment des Angriffs verstärkte.

## Auftakt

### Die amerikanische Angriffsplanung

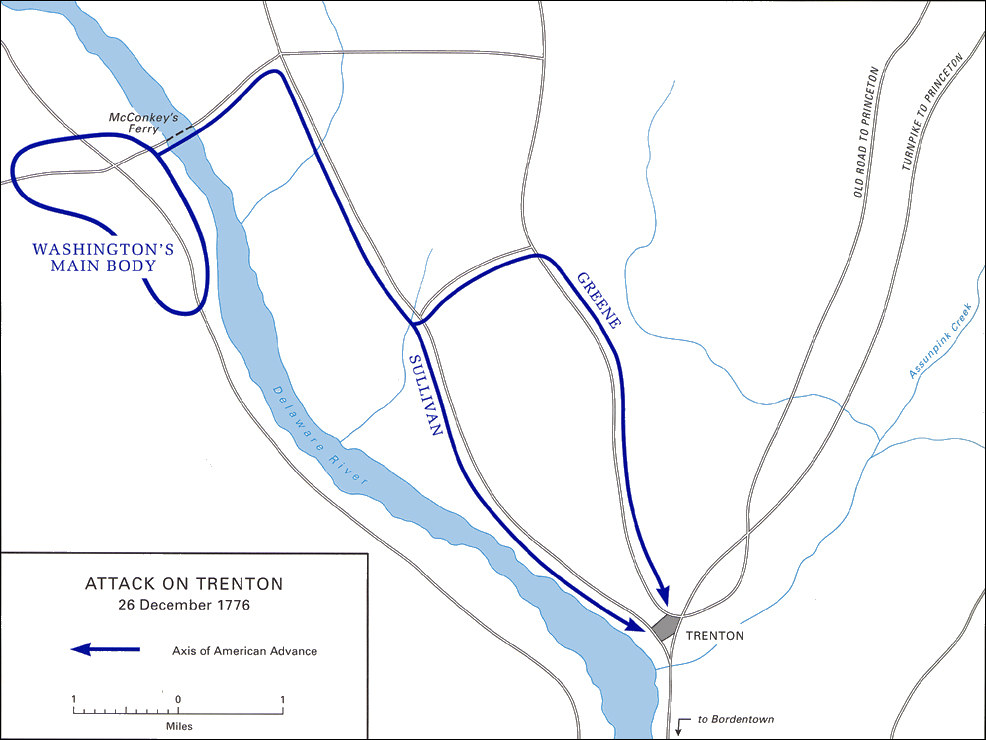
Der amerikanische Angriffsplan unter Washington

Der amerikanische Schlachtplan sah koordinierte Attacken aus drei verschiedenen Richtungen vor. General John Cadwalader sollte die britische Garnison in Bordentown angreifen, um zu verhindern, dass von dort Verstärkung entsandt werden konnte. General James Ewing sollte mit 700 Soldaten den Fluss Delaware mit der Trenton-Fähre überqueren und die Brücke am Assunpink Creek besetzen, um den Fluchtweg für die feindlichen Truppen zu blockieren. Die Hauptstoßrichtung sollte mit 2400 Soldaten neun Meilen nördlich von Trenton über den Fluss erfolgen und sich dann in zwei Gruppen aufteilen. Die Generäle Greene und Sullivan sollten mit diesen zwei Gruppen den Hauptangriff unmittelbar vor der Morgendämmerung führen.
Abhängig vom Erfolg der Operation sollten anschließend die Städte Princeton und New Brunswick angegriffen werden.
Bereits in der Woche vor Weihnachten wurden immer wieder hessische Patrouillen, Wachposten und Kurierreiter erfolgreich angegriffen, sodass der hessische Kommandeur schließlich 100 Soldaten und eine Artillerieabteilung abstellen musste, um einen Brief sicher an die britische Kommandantur in Princeton zu übermitteln.

### Hessische Aktivitäten
Die Stadt Trenton hatte zur damaligen Zeit zwei Hauptstraßen, die King (heute Warren)-Street und die Queen (heute Broad)-Street. Oberst Rall wurde durch seinen vorgesetzten Offizier, Graf Karl Emil von Donop, angewiesen, eine Schanze am Kopf beider Straßen zu errichten. An dieser Stelle steht heute ein Monument zur Erinnerung an die Schlacht. Donops Brigade war in Bordentown stationiert und marschierte am 22. Dezember südlich in Richtung Mount Holly, wo sie am Folgetag mit der New Jersey Miliz die Schlacht vom Iron Works Hill auszutragen hatte.
Oberst Johann Rall war ein 50-jähriger Berufssoldat mit großer Erfahrung in der praktischen Kriegsführung. Sein Wunsch nach Verstärkung wurde vom britischen General James Grant abgewiesen. Grant verachtete die amerikanischen „Rebellen“ und schätzte deren militärische Fähigkeiten als gering ein. Die Oberst Rall untergebenen Offiziere beurteilten die Lage richtig und befürchteten einen amerikanischen Angriff. Rall selbst glaubte nicht daran. Er argumentierte mit der militärischen Überlegenheit der Hessen und erwähnte, dass ein Bajonettangriff die angreifenden Amerikaner in die Flucht schlagen würde.
Rall wähnte sich derart in Sicherheit, dass er keine weiteren Schanzarbeiten in Trenton mehr durchführen ließ. Außerdem wurden am Vortag des Angriffs keine Patrouillen zur Feindaufklärung ausgeschickt, da das Wetter sehr schlecht war und ein Schneesturm die Sicht behinderte. Die hessischen Regimenter feierten zudem Weihnachten und der Genuss alkoholischer Getränke hatte die Einsatzfähigkeit der Truppe eingeschränkt.

### Der Marsch nach Trenton
Vor dem Aufbruch der amerikanischen Truppen wurde General Washington von Benjamin Rush aufgesucht, welcher ihm Mut zusprechen wollte. Bei diesem Treffen entdeckte Rush die von Washington geschriebene Notiz „Victory or Death“ (deutsch: „Sieg oder Tod“). Diese Worte wurden zum Kennwort für den kommenden Überraschungsangriff.
Die schlechten Wetterbedingungen verzögerten die Landung in New Jersey, welche um Mitternacht abgeschlossen sein sollte,
auf 3:00 Uhr morgens, und Washington musste erfahren, dass ein Angriff vor dem Morgengrauen nicht mehr stattfinden konnte. Ein weiterer Rückschlag für die amerikanische Seite war der Umstand, dass die Generäle Cadwalader und Ewing mit ihren Truppenteilen wegen des schlechten Wetters nicht mehr am Angriff teilnehmen konnten. In den nächsten viereinhalb Stunden marschierten die amerikanischen Truppen nach Trenton. Die Soldaten waren schlecht ausgerüstet, viele hatten keine Stiefel und mussten sich mit um die Füße gewickelte Lappen behelfen. Die blutigen Füße vieler Soldaten färbten den Schnee dunkelrot. Zwei Männer erfroren während des Marsches und waren damit die einzigen Verluste, welche die amerikanische Seite zu beklagen hatte.

## Kampfverlauf

### Der amerikanische Angriff

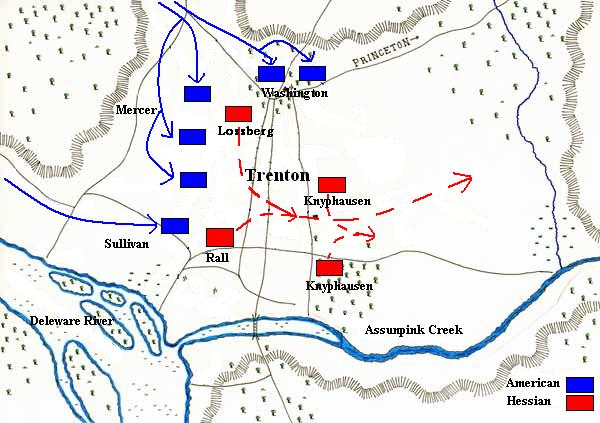
Die Situation zu Beginn des Gefechtes

Die Hessen hatten in Pennington ungefähr neun Meilen (14 km) nördlich von Trenton und östlich des amerikanischen Marschweges einen kleinen Wachposten eingerichtet. Als die Wachmannschaft die amerikanische Marschformation erblickte, ordnete der kommandierende Offizier, Leutnant Wiederhold, den Rückzug nach Trenton an. Andere Wachmannschaften folgten und gaben damit die River Road frei, durch welche dann amerikanische Einheiten, geführt von General John Sullivan, in Trenton ungehindert einrücken konnten. Sullivan besetzte den Übergang zum Assunpink Creek, den einzigen südlichen Fluchtweg für die Hessen aus Trenton.
Am Nordende Trentons waren 35 hessische Jäger unter dem Kommando von Leutnant Grothausen stationiert. Als diese die Vorhut von Sullivans Truppen sahen, versuchten sie sich über die Assunpike-Brücke zurückzuziehen. Erst langsam formierten sich die drei hessischen Regimenter zum Widerstand. Rall wurde von seinem Adjutanten, Leutnant Biel, geweckt, als in der Stadt schon gekämpft wurde. Amerikanische Einheiten hatten bereits die Schanze an der King- und Queen-Street eingenommen und zwei Kanonen in Stellung gebracht. Damit kontrollierten sie alle Hauptausgänge der Stadt. Die Hessen versuchten ihrerseits, vier Kanonen in Stellung zu bringen, was aber durch anhaltendes feindliches Feuer verhindert wurde.
Die verbliebenen amerikanischen Einheiten umschlossen die Stadt, um die noch kämpfenden Hessen einzukesseln.

### Der hessische Widerstand bricht zusammen

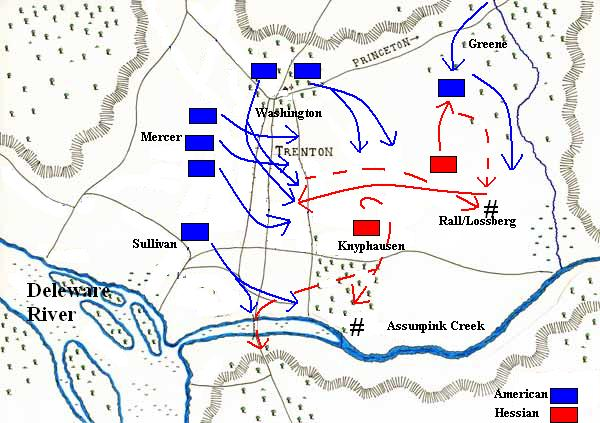
Die Situation am Ende des Gefechtes

Das Regiment Knyphausen wurde von den anderen beiden Regimentern getrennt und von John Sullivans Truppen in Richtung Süden abgedrängt.
Die beiden anderen hessischen Regimenter, Lossberg und Rall, wichen auf offenes Feld aus und versuchten einen Gegenangriff, welcher umgehend zurückgeschlagen wurde. Rall befahl daraufhin seinen Soldaten, südöstlich in eine Obstplantage außerhalb Trentons auszuweichen.
Von dieser Plantage aus versuchte Rall unter feindlichem Beschuss abermals einen Gegenangriff, welcher zunächst erfolgreich war. Ralls Plan war, die Stadt wieder einzunehmen und dann nach Princeton zu entkommen. In den Straßen von Trenton gerieten die hessischen Soldaten jedoch unter Kanonenbeschuss und auf amerikanischer Seite beteiligten sich inzwischen auch Zivilisten aus der Häuserdeckung heraus an den Kämpfen. Zu diesem Zeitpunkt wurde Oberst Rall schwer verwundet. Die hessischen Soldaten zogen sich wieder in die Plantage zurück, wo sie von den amerikanischen Verbänden umzingelt und zur Aufgabe gezwungen wurden.
Der verbliebene Rest des Regiments Knyphausen versuchte, nach Bordentown zu entkommen. Da die Einheit aber ihre Kanonen über sumpfigen Boden mitführen wollte, verlangsamte sich ihr Vorankommen. Der Fluchtweg wurde von Sullivans Einheiten versperrt, die Flüchtenden eingeschlossen und 200 Hessen zur Kapitulation gezwungen. Wenige hessische Soldaten konnten entkommen, und Sullivan erbeutete die Regimentskanonen samt Munition. Minuten später kapitulierten auch die anderen hessischen Einheiten.

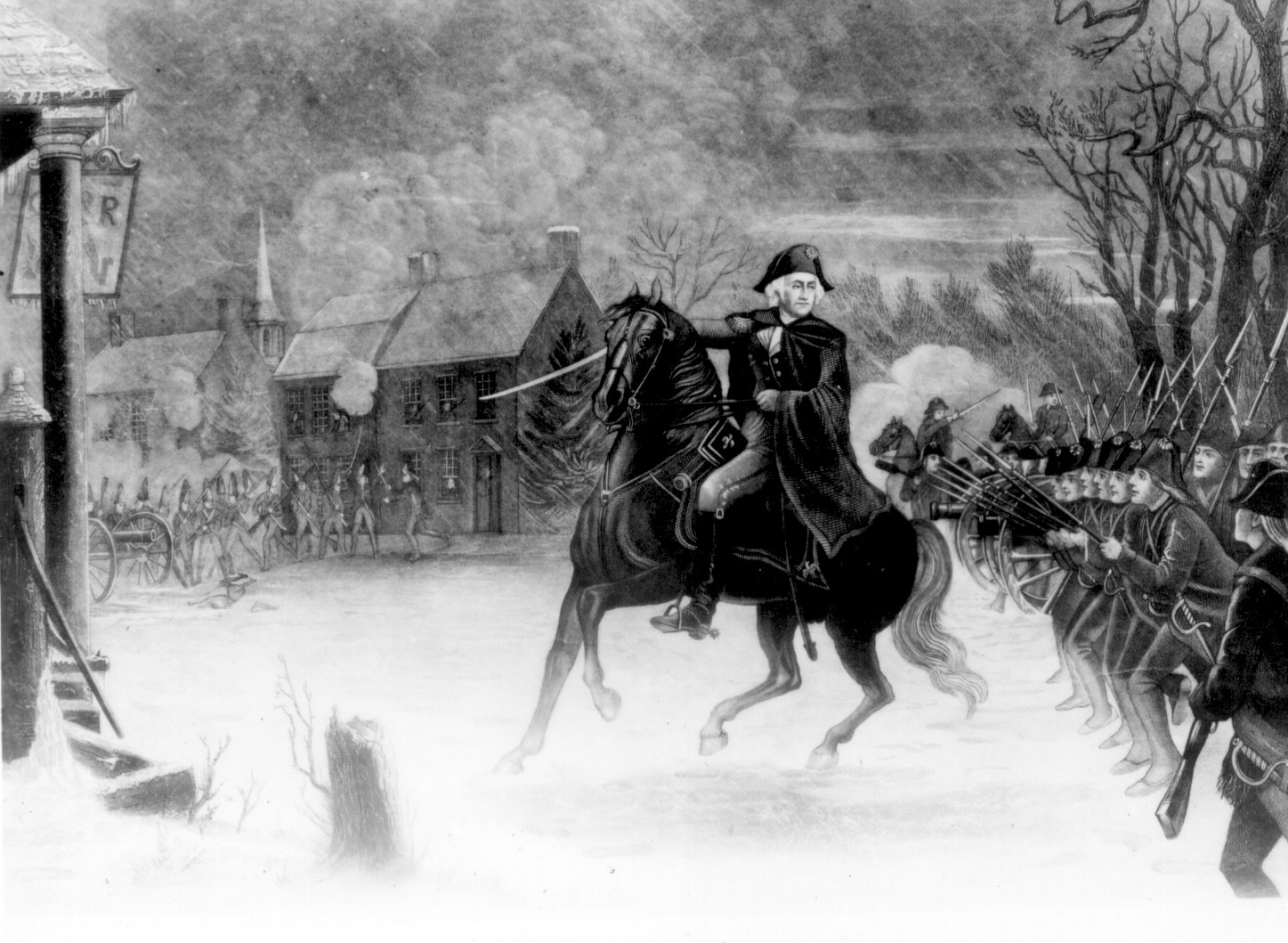
George Washington während des Gefechtes in Trenton

 Die amerikanische Seite erbeutete insgesamt 1000 Waffen mit Munition, welche dringend benötigt wurden.

### Verluste
Die amerikanischen Streitkräfte erlitten nur geringe Verluste. Die beiden Toten der kontinentalen Armee starben an Unterkühlung während des Marsches nach Trenton. Nur vier Amerikaner wurden verwundet, zwei davon bei der Überwindung der hessischen Artillerie, sodass diese nicht eingesetzt werden konnte. Beide Verwundete waren prominente Offiziere: Captain William Washington, der Cousin des Oberkommandierenden und der junge Leutnant James Monroe, der spätere Präsident der Vereinigten Staaten. Monroe wurde durch eine Gewehrkugel an der linken Schulter schwer verletzt. Der behandelnde Arzt, Doctor John Riker, rettete Monroe mit einer Arterienklammer das Leben.
Am Tag nach dem Gefecht wurden 1000 amerikanische Soldaten krankgemeldet.
Auf hessischer Seite fielen 25 Soldaten, darunter alle vier kommandierenden Obristen. Oberst Johann Rall erlag einige Stunden nach dem Gefecht in seinem Hauptquartier seinen schweren Verletzungen. 90 Hessen waren verwundet und insgesamt 920 in Gefangenschaft geraten.
Das Regiment Lossberg war aufgerieben und nur ein kleiner Teil des Regiments Knyphausen konnte entkommen.

### Auswirkungen

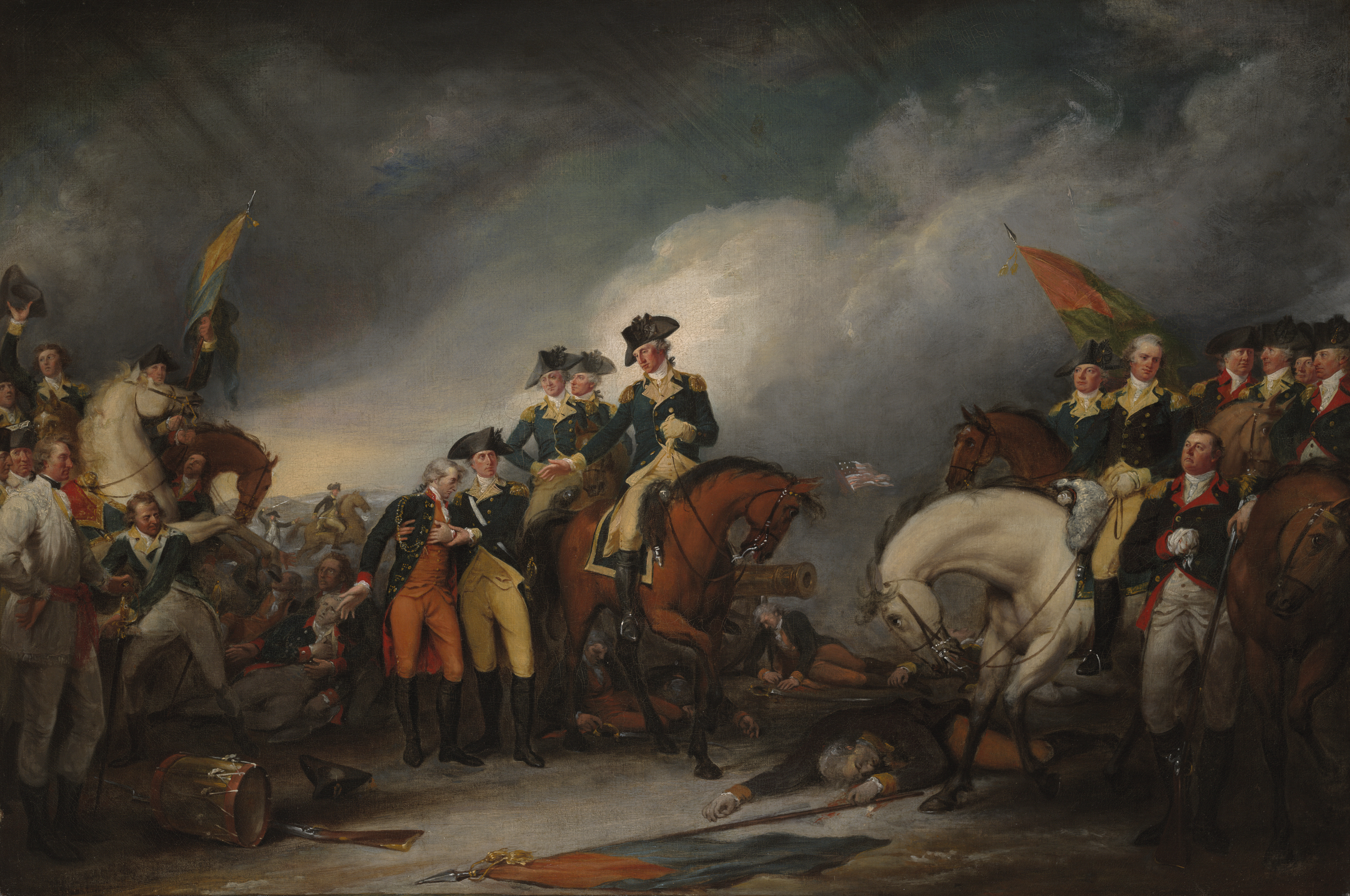
Die Kapitulation der hessischen Truppen

Der außerordentliche Erfolg des relativ kleinen Gefechtes stellte den Kampfgeist und die Moral der amerikanischen Seite wieder her. Erstmals war es gelungen, reguläre europäische Einheiten zu überwinden, welche in den Monaten zuvor von Sieg zu Sieg geeilt waren. Insbesondere die hessischen Einheiten waren wegen ihrer Kriegsführung im Kampf um New Jersey gefürchtet, umso mehr staunte man auf amerikanischer Seite, wie leicht man den Gegner ohne nennenswerten Widerstand überwinden konnte. Die Angst vor den Hessen war nachhaltig überwunden. Die einzigen britischen Soldaten vor Ort, ein kleiner Trupp Dragoner, flüchtete gleich zu Beginn der Kämpfe.

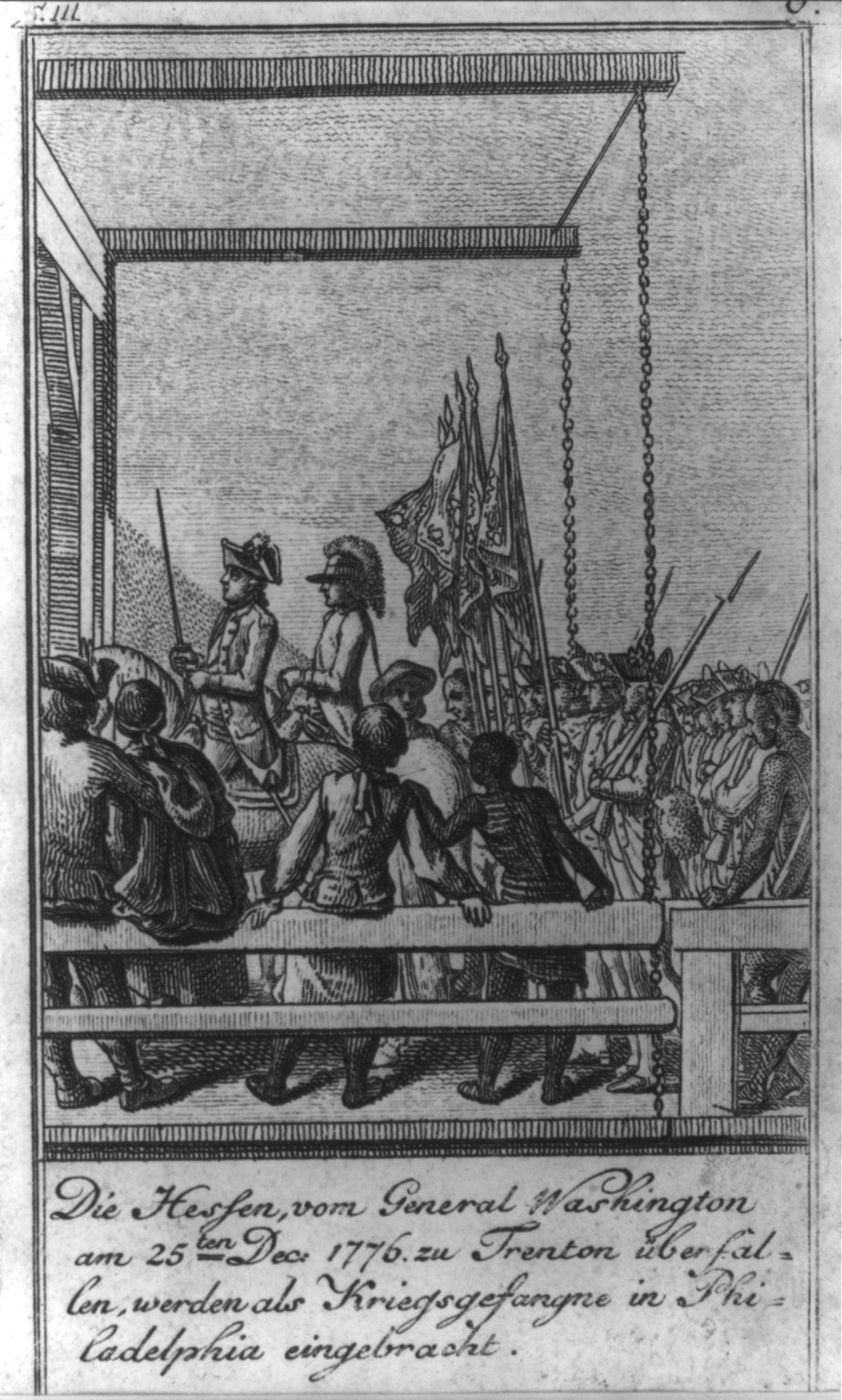
Die bei Trenton kriegsgefangenen Hessen werden durch Philadelphia geführt und anschließend interniert

Um die Mittagszeit, nach dem Gefecht, zogen sich die amerikanischen Streitkräfte über den Delaware wieder nach Pennsylvania zurück. Mitgeführt wurden die erbeuteten Kriegsgüter und die Gefangenen. Der Rückzug gestaltete sich noch schwieriger als der Anmarsch. Die amerikanischen Einheiten mussten wieder den vereisten Delaware überqueren und dabei zudem die hessischen Gefangenen und die Kriegsbeute mitführen. Bei der Überquerung gab es erneute Verluste auf Seiten der Amerikaner. Weitere hessische Verluste sind wahrscheinlich, jedoch nicht überliefert. Bevor sie interniert wurden, ließ General Washington die Kriegsgefangenen im Triumphzug durch die Stadt Philadelphia führen. Die bis dahin gefürchteten hessischen Soldaten sollten der Bevölkerung als nunmehr geschlagen vorgeführt werden, nicht zuletzt um die Angst zu überwinden und der Kriegsmüdigkeit entgegenzuwirken. Die gefangenen Hessen wurden über Philadelphia und Lancaster nach Virginia verbracht.
In der folgenden Woche siegte die amerikanische Streitmacht auch in der Schlacht von Princeton, was den preußischen König Friedrich den Großen dazu veranlasste, Washingtons Errungenschaften in dieser Zeit als die brillantesten in der Militärgeschichte zu bezeichnen.

## Künstlerische Interpretationen
Die Stunden vor dem Gefecht dienten zur künstlerischen Inspiration für das berühmte Gemälde Washington Crossing the Delaware von Emanuel Leutze. Washington steht darin majestätisch während der Überquerung des Delaware im Bug eines Bootes, der spätere Präsident und damalige Leutnant Monroe hält neben ihm eine amerikanische Flagge hoch. Die Botschaft des Bildes ist mehr symbolisch als historisch korrekt. Auf dem Delaware schwammen dicke Eisschollen und die Überfahrt war schwierig, es ist zu erwarten, dass fast alle Mitfahrenden im Boot gestanden haben, allerdings in einem anderen Typ Boot als dargestellt. Die dargestellte winterliche Flusslandschaft gibt den Niederrhein bei Düsseldorf wieder, wo das Historienbild 1851 im Kontext der Düsseldorfer Malerschule entstand. Außerdem wurde die abgebildete Flagge erst 6 Monate nach der Schlacht eingeführt. Trotz aller Ungenauigkeiten wurde das Gemälde zu einer Ikone der US-amerikanischen Geschichte.
Das Trenton Battle Monument, errichtet am „Five Points“ in Trenton, erinnert an den wichtigen amerikanischen Sieg im Unabhängigkeitskrieg.
Der Komponist James Hewitt (1770–1827) dichtete auf das Ereignis seine sinfonische Dichtung The Battle of Trenton.
Das Schicksal der hessischen Soldaten und die Schlacht von Trenton dienten der Schriftstellerin Sandra Paretti als Vorlage für ihren Roman „Der Winter, der ein Sommer war“. Dieser Roman wurde 1976 in einer gleichnamigen, dreiteiligen Fernsehserie verfilmt.
Der auf historische Romane spezialisierte Schriftsteller Howard Fast verarbeitete die Schlacht in seinem Buch The Crossing, welches 1971 veröffentlicht und im Jahr 2000 als Fernsehfilm unter dem Titel The Crossing – Die entscheidende Schlacht verfilmt wurde, mit Jeff Daniels als George Washington in der Hauptrolle.